# Zastów (stacja kolejowa)
Zastów – stacja kolejowa w gminie Kocmyrzów-Luborzyca, w województwie małopolskim, w Polsce. Teren stacji znajduje się na obszarze trzech miejscowości – Zastów, Maciejowice oraz Wiktorowice.

## Ruch pasażerski[2]
| Rok  | Wymiana pasażerska na dobę |
| ---- | -------------------------- |
| 2017 | 50-99                      |
| 2018 | 50-99                      |
| 2019 | 50-99                      |
| 2020 | 20-49                      |
| 2021 | 50-99                      |
| 2022 | 50-99                      |
| 2023 | 50-99                      |